# Sikopi
Koninklijke Sint- Anna Korfbalpioniers, kortweg Sikopi, is een Belgische korfbalclub uit Linkeroever (Antwerpen). 

## Geschiedenis
Op initiatief van onder meer Henri Mattheysens werd op 24 april 1968, in de schoot van het SIMTO, Sikopi opgericht. Op 27 augustus 1968 volgde de aansluiting bij de KBKB onder stamnummer 41.
In seizoen 1968-'69 dwong Sikopi de promotie af naar eerste klasse en vanaf seizoen 1974-'75 kwam de club uit in de ereklasse. De daarop volgende seizoenen zit de club steeds op de wip tussen ere- en eerste klasse. Vanaf seizoen 1982-83 volgden de eerste grote successen van de club. In 1983 en 1985 werd Sikopi landskampioen in de zaalcompetitie en in 1984 won het haar eerste Beker van België.
In seizoen 1988-'89 veroverde de club haar eerste landstitel in de veldcompetitie. In 1989-'90 werd de club een derde maal zaalkampioen en voor de tweede maal in haar bestaan werd de Beker van België gewonnen. Tevens won de club dat seizoen de 'KBKB'-erebeker. Het daarop volgende seizoen volgt het grootste succes, eindwinst in de Europa Cup. Sikopi was de eerste Belgische club die hierin slaagde. Eveneens in seizoen 1990-'91 werd voor de derde maal de Beker van België toegevoegd aan het clubpalmares.
In 1998-'99 volgde de vierde (en voorlopig laatste) titel in de zaalcompetitie en het  volgende seizoen was Sikopi finalist in de Europa Cup. Na enkele moeilijke jaren (zo nam in 2006 quasi het voltallige clubbestuur ontslag na een conflict met de spelerskern) slaagde de club er in 2012 in om haar tweede landstitel in de veldcompetitie te winnen en in 2019 volgde de vierde eindzege in de Beker van België.
In 2021 werd in de schoot van de club dartsvereniging Sidapi opgericht.

## Palmares
| Aantal | Titel                    | Editie                   |
| ------ | ------------------------ | ------------------------ |
| 1x     | Winnaar Europa Cup       | 1991                     |
| 4x     | Winnaar Beker van België | 1984, 1990, 1991 en 2019 |
| 4x     | Landskampioen (zaal)     | 1983, 1985, 1990 en 1999 |
| 2x     | Landskampioen (veld)     | 1989 en 2012             |

### Individuele prijzen
| Korfballer van het jaar - Marc Mattheysens (1986) - Steve De Jonghe (1999) | Korfbalster van het jaar - Leen Mattheysens (1983) - Ilse Poinart (1990) |

## Bekende (ex-)spelers
- Steve De Jonghe
- Kim Gilles
- Leen Mattheysens
- Marc Mattheysens
- Ilse Poinart
- Yve Van Harneveldt